# Hachiro Arakawa
Hachiro Arakawa (荒川八郎?, Arakawa Hachiro; 8 agosto 1933) è un ex pallanuotista giapponese.
Ha partecipato, come membro del Giappone, alle Olimpiadi di Tokyo 1964, partecipando al torneo di pallanuoto.
Ha vinto 1 argento e 2 ori, rispettivamente ai Giochi asiatici del 1954, 1958 e del 1962.